# 三姉妹探偵団〜Singl's Sound Story〜
『三姉妹探偵団〜Singl's Sound Story〜』（シングルス・サウンド・ストーリー）は、日向大介のシングル。

## 解説
- 日本テレビ系列『三姉妹探偵団』にて、使用された楽曲を組曲形式にまとめている。

## 収録曲
- 作曲・編曲:日向大介

1. 三姉妹探偵団〜Single’s Sound Story〜
  1. NEO KIDS
  2. PINK CAT
  3. Giris on a Mission - Surf dick
  4. CHASER
  5. WITH - 記憶のかけらたち
  6. NEO KIDS

## 参加ミュージシャン
- Bud Rizzo - レコーディング・エンジニア、サウンドコンセプト
- Rowan Robertson - ギター
- 反町信之助 - アコースティック・ギター